# Патријарх бугарски Данило
Патријарх Данило (буг. Даниил; световно Атанас Трендафилов Николов) (2. март 1972) је прелат Бугарске православне цркве и патријарх целе Бугарске и митрополит софијски, почев од 30. јуна 2024. године. Пре избора био је митрополит видински (2018—2024) и епископ драговицки (2008—2018).

## Биографија
Атанас Трендафилов Николов је рођен 2. марта 1972. године у Смољану у тадашњој НР Бугарској. Основно и средње образовање завршио је у родном месту, а касније је служио војску. Године 1996. почео је да студира енглеску филологију на Софијском универзитету, али је следеће године прешао на Богословски факултет истог универзитета, где је дипломирао 2002. године.